# Władimir Kobziew
Władimir Wasilijewicz Kobziew (ur. 29 października 1959 w Barnaule  – zm. 7 sierpnia 2012 tamże), rosyjski trener oraz piłkarz występujący na pozycji napastnika. W czasie swojej kariery piłkarskiej reprezentował barwy licznych klubów z Rosji, Uzbekistanu oraz Polski. W sezonie 1986/87 barwach Torpeda Moskwa występował także w Pucharze Zdobywców Pucharów. Jako trener prowadził trzy kluby - Dinamo Barnauł, Torpedo-ZiL Moskwa i Zwezda Sierpuchow.

## Sukcesy

### Torpedo Moskwa
- Wysszaja Liga SSSR

3. miejsce (1): 1988
- Puchar Związku Radzieckiego

Zdobywca (1): 1986
Finalista (2): 1988, 1989